# Восстание сумасшедшего
Восстание сумасшедшего (фр. Guerre du Fou) — революция, которую хмонги подняли в 1918—1921 году против непосильного налогового гнёта во Французском Индокитае. Руководил восстанием Па Чай, который, как считали хмонги, обладал сверхъестественными силами. Па Чай регулярно лазил на деревья, чтобы получать от Бога указания по поводу ведения войны. Французские власти вынуждены были в 1920 году даровать хмонгам особые права, давая им возможность самоуправления.
Стимулом к восстанию послужили высокие налоги французов и злоупотребление властью со стороны сборщиков налогов из этнических лао и тай. Народ хмонг разделился на про- и антифранцузские фракции.
Все оружие было разработано и изготовлено хмонгами - это были мушкеты на кремневых воспламенителях, которые немного отличались от традиционного западного мушкета на кремневом воспламенителе. Также порох был хмонгского типа (соляная петля, древесный уголь и гуано использовались аналогично западному пороху, но для увеличения взрывоопасности добавлялись стружки из определённого типа дерева). Хмонги выигрывали битву за битвой на протяжении большей части восстания. Французы были удивлены и не знали, как вести бои в джунглях или как воевать с партизанской войной против почти невидимой армии. Франция также сильно была замешана в Первой мировой войне в Европе и прибегла к использованию 50% французских и 50% коренных вьетнамских, лаосских, тайских и хмонгских солдат, которые мало желали сражаться против восставших хмонгских сил.
Мораль французов также была подорвана из-за слухов о том, что армия Па Чая защищена магией. Пока французская армия преследовала армию хмонгов через горные перевалы и овраги, они не видели ни одного мертвого хмонгского солдата. Причиной этого было то, что Па Чай приказал своим людям не оставлять никого позади и прикрывать кровь как можно скорее. Это создавало иллюзию для французов, что армия Па Чая действительно непобедима.
На пике своего развития восстание охватило территорию площадью 40 000 квадратных километров Индокитая, от Диенбиенфу в Тонкине до Наму в Луангпрабанге, и от Муонг Ча к северу от Вьентьяна до Сам Неуа в Лаосе. По мере завершения Первой мировой войны французские усиления начали превосходить численность повстанцев, а их огневая мощь превосходила хмонгов. Они также узнали от некоторых хмонгских информаторов, таких как Лауч Киаб Тум, что порох хмонгов не работает хорошо, когда он мокрый, и поэтому они атаковали особенно во время муссонного сезона. Хмонги считали свои поражения временными и вызванными нарушениями Клятвы Небу некоторыми солдатами. Несмотря на свои поражения, они всё ещё имели сильную популярную поддержку.